# Cinnamomum lohitensis
Cinnamomum lohitensis är en lagerväxtart som beskrevs av Mohan Gangopadhyay. Cinnamomum lohitensis ingår i släktet Cinnamomum och familjen lagerväxter. Inga underarter finns listade i Catalogue of Life.